# Fachkunde im Strahlenschutz
Die Fachkunde im Strahlenschutz ist in Deutschland die notwendige Voraussetzung für eine Reihe von Tätigkeiten beim Umgang mit radioaktiven Stoffen und ionisierender Strahlung wie zum Beispiel Röntgenstrahlung. Die Voraussetzungen für den Erwerb der Fachkunde (i. d. R. zu belegen durch Nachweise über die geforderte Ausbildung, praktische Erfahrung und zu absolvierende Kurse) richten sich nach den geplanten Tätigkeiten im technischen oder medizinischen Bereich.
Beim Umgang mit radioaktiven Stoffen oder Röntgenstrahlung ist der Nachweis der Fachkunde im Strahlenschutz eine Voraussetzung zur Bestellung zum Strahlenschutzbeauftragten (SSB). Die Anwendung von radioaktiven Stoffen oder Röntgenstrahlung am Menschen erfordert die vorherige Stellung der rechtfertigenden Indikation durch Personen, welche als Ärzte, Zahnärzte oder Tierärzte approbiert sind und welche die jeweils erforderliche Fachkunde im Strahlenschutz besitzen.

## Rechtliche Grundlagen
Das Strahlenschutzgesetz (StrlSchG) nennt „erforderliche Fachkunde“ als Voraussetzung für die Erteilung der Genehmigung einer Anlage zur Erzeugung ionisierender Strahlung, einer Bestrahlungsvorrichtung, einer Röntgeneinrichtung, eines Störstrahler, oder den Umgangs radioaktiven Stoffen nach § 13 Abs. 1 StrlSchG, oder für anzeigebedürftigen Betrieb und ermächtigt in § 74 StrlSchG die Bundesregierung mit Zustimmung des Bundesrates Näheres festzulegen. Außerdem ist die erforderliche Fachkunde nach § 175 Strahlenschutzverordnung (StrlSchV) eine Anforderung an Ermächtigte Ärzte. Kapitel 5 StrlSchV konkretisiert dazu Anforderungen.
§ 5 Gesetz zum Schutz vor nichtionisierender Strahlung bei der Anwendung am Menschen (NiSG) ermächtigt die Bundesregierung mit Zustimmung des Bundesrates, Anforderungen an die erforderliche Fachkunde zu bestimmen. § 4 Verordnung zum Schutz vor schädlichen Wirkungen nichtionisierender Strahlung bei der Anwendung beim Menschen (NiSV) konkretisiert dazu Anforderungen.
Weitergehende – gleichwohl nicht rechtsverbindliche – Festlegungen zu Erwerb, Aktualisierung und Umfang der Fachkunde werden in einer Reihe von Richtlinien getroffen:
- Fachkunde-Richtlinie Technik nach Strahlenschutzverordnung (Richtlinie über die im Strahlenschutz erforderliche Fachkunde) vom 18. Juni 2004, zuletzt geändert am 19. April 2006[1]
- Richtlinie Fachkunde und Kenntnisse im Strahlenschutz bei dem Betrieb von Röntgeneinrichtungen in der Medizin oder Zahnmedizin vom 22. Dezember 2005, zuletzt geändert am 27. Juni 2012[2]
- Fachkunde-Richtlinie Technik nach der Röntgenverordnung (Richtlinie über die im Strahlenschutz erforderliche Fachkunde und Kenntnisse beim Betrieb von Röntgeneinrichtungen zur technischen Anwendung und genehmigungsbedürftigen Störstrahlern) vom 21. November 2011, zuletzt geändert am 23. Juni 2014[3]
- Strahlenschutz in der Medizin. Richtlinie nach der Verordnung über den Schutz vor Schäden durch ionisierende Strahlen (Strahlenschutzverordnung – StrlSchV) vom 30. November 2011, zuletzt geändert am 11. Juli 2014[4]
- Strahlenschutz in der Tierheilkunde – Richtlinie zur Strahlenschutzverordnung (StrlSchV) und zur Röntgenverordnung (RöV) vom 25. September 2014[5]
- Anforderungen an den Erwerb und die Aktualisierung der Fachkunde für die Beförderung von radioaktiven Stoffen – RdSchr. d. BMU v. 21.12.2018 – S II 3 – 15040/3 –[6]
- Fachkunderichtlinie NiSV (Anforderungen an den Erwerb der Fachkunde für Anwendungen nichtionisierender Strahlungsquellen am Menschen) vom 16. März 2020[7]
- Fachkunde-Anforderungen NORM und Altlasten (Anforderungen an den Erwerb und die Aktualisierung der Fachkunde für Tätigkeiten an Arbeitsplätzen mit natürlich vorkommenden radioaktiven Stoffen und für die Sanierung von radioaktiven Altlasten) – Az.: S II 3 – 15 040/3 – Anlage zum Rundschreiben des BMU vom 18. Dezember 2019[8]
- Anforderungen an den Erwerb und die Aktualisierung der erforderlichen Fachkunde für die mit Sicherungsaufgaben betraute Person – RdSchr. d. BMU v. 5.5.2020 – S II 3 – 15040/3 –[9]
- Richtlinienmodul zur StrlSchV „Erforderliche Fachkunden im Strahlenschutz für Medizinphysik-Experten (MPE)“ – Anforderungen an den Erwerb – 01.02.2021[10]
- Richtlinienmodul zur Strahlenschutzverordnung (StrlSchV) – Erforderliche Fachkunde im Strahlenschutz für die ärztliche Überwachung – Bek. d. BMUV v. 11.9.2023 – S II 4 – 1556/001-2022.0001 –[11]
- Anforderungen an den Erwerb und die Aktualisierung der Fachkunde beim Betrieb von Laseranlagen - RdSchr. d. BMUV v. 11.3.2024 - S II 3 – 1512/003-2024.0002 -[12]

## Umfang und Erwerb der Fachkunde
Der Umfang der für den Strahlenschutz erforderlichen Fachkunde wird durch die Art der vorgesehenen Tätigkeit und durch die Festlegung des innerbetrieblichen Entscheidungsbereichs bestimmt.
Im Bereich der technischen Anwendungen von radioaktiven Stoffen und ionisierender Strahlung ist in den entsprechenden Fachkunde-Richtlinien eine Reihe von Fachkundegruppen definiert. Je nach Fachkundegruppe sind dann bestimmte Kurse oder Kombinationen von Kurs-Modulen (Strahlenschutzkurse) vorgeschrieben, die zum Erwerb der Fachkunde i. d. R. absolviert werden müssen. Auch die Fachkunde-Richtlinien für den medizinischen Bereich definieren verschiedene Kurse und deren Inhalte, welche für die verschiedenen Anwendungen von radioaktiven Stoffen und ionisierender Strahlung am Menschen i. d. R. absolviert werden müssen.
Den verschiedenen oben angeführten Fachkunde-Richtlinien ist gemeinsam, dass der Erwerb der Fachkunde im Strahlenschutz in der Regel
- eine für den jeweiligen Anwendungsbereich geeignete Ausbildung,
- praktische Erfahrung (die sog. Sachkunde) und
- die erfolgreiche Teilnahme an von der zuständigen Stelle anerkannten Kursen (sog. Strahlenschutzkurse)

voraussetzt.

## Aktualisierung der Fachkunde
Die Fachkunde im Strahlenschutz muss mindestens alle fünf Jahre durch eine erfolgreiche Teilnahme an einem von der zuständigen Stelle anerkannten Kurs oder anderen von der zuständigen Stelle als geeignet anerkannten Fortbildungsmaßnahmen aktualisiert werden. Entsprechende Kurse werden in der Regel von den Kursstätten für Strahlenschutzkurse angeboten.